# Неджицька ГЕС-ГАЕС
Неджицька ГЕС-ГАЕС — гідроелектростанція на півдні Польщі в Малопольському воєводстві, найбільша за потужністю на річці Дунаєць (права притока Вісли).
Роботи по спорудженню греблі у верхній течії Дунайця розпочались ще в 1975-му, проте завершились лише через 22 роки. Річку перекрили земляною спорудою висотою 56 метрів та довжиною 404 метри, яка утворила Чорштинське озеро із максимальною площею поверхні 12 км2 та об'ємом до 232 млн м3. Гребля була завершена дуже вчасно до потужної повені 1997 року, внаслідок якої відбулось заповнення водосховища.
Оскільки крім використання природного стоку річки станцію також розраховували використовувати у режимі ГАЕС, нижче Дунаєць перекрили греблею Sromowce Wyżne (завершена у 1994 році). Вона так само земляна, має висоту 11 метрів, довжину 460 метрів та утворила нижній резервуар площею поверхні 0,9 км2 із об'ємом 7,7 млн м3.
Від Чорштинського озера до машинного залу ведуть два тунелі довжиною 200 метрів та діаметром 7 метрів. Зал обладнаний двома оборотними турбінами типу Деріяс потужністю в турбінному режимі по 46,4 МВт.